# New Mexico
New Mexico (spanisch Nuevo México = Neu Mexiko) ist ein Bundesstaat im Südwesten der Vereinigten Staaten von Amerika. Er gehört zu den Mountain States der südlichen Rocky Mountains und teilt sich die Four Corners Region mit Utah, Colorado und Arizona. Im Osten und Südosten grenzt er an den Bundesstaat Texas, im Nordosten an Oklahoma und im Süden an die mexikanischen Bundesstaaten Chihuahua und Sonora. Die größte Stadt New Mexicos ist Albuquerque, und seine Hauptstadt ist Santa Fe, die älteste Hauptstadt der Vereinigten Staaten, die 1610 als Regierungssitz von Nuevo México in Neuspanien gegründet wurde. Mit einer Höhe von 2.133 m ist sie auch die höchstgelegene Hauptstadt aller Bundesstaaten.
New Mexico ist flächenmäßig der fünftgrößte der fünfzig Bundesstaaten, liegt jedoch mit etwas mehr als 2,1 Millionen Einwohnern nur auf Platz 36 der bevölkerungsreichsten Bundesstaaten und damit auf Platz 45 nach Bevölkerungsdichte. Das Klima und die Geografie sind sehr vielfältig und reichen von bewaldeten Bergen bis zu kargen Wüsten. Die nördlichen und östlichen Regionen weisen ein kälteres alpines Klima auf, während der Westen und Süden wärmer und trockener sind. Der Rio Grande bildet das Herzstück des Staates; sein fruchtbares Tal verläuft von Norden nach Süden und bildet ein Flussufer-Biom durch die Mitte des Bundesstaates, das das besondere Klima des Albuquerque-Beckens begünstigt. Ein Drittel der Fläche New Mexicos befindet sich in Bundesbesitz, welcher viele geschützte Wildnisgebiete sowie 15 Nationalparks und Denkmäler, darunter drei UNESCO-Welterbestätten beherbergt, mehr als jeder andere US-Bundesstaat.
In prähistorischer Zeit war New Mexico die Heimat der Anasazi, der Mogollon-Kultur und der Ute-Vorfahren. Die Navajos und Apachen kamen im späten 15. Jahrhundert und die Comanchen im frühen 18. Jahrhundert. Die Pueblo-Völker bewohnten mehrere Dutzend Dörfer, vor allem im Rio Grande-Tal im Norden New Mexicos. Spanische Entdecker und Siedler kamen im 16. Jahrhundert von Süden aus dem heutigen Mexiko. Durch sein zerklüftetes Gelände isoliert, war New Mexico ein Randgebiet des Vizekönigreichs Neuspanien, das von den Comancheria beherrscht wurde. Nach der Unabhängigkeit Mexikos im Jahr 1821 wurde es zu einer autonomen Region Mexikos, obwohl es zunehmend durch die zentralistische Politik der mexikanischen Regierung bedroht war, was schließlich zum Aufstand von 1837 führte. Gleichzeitig wurde New Mexico wirtschaftlich immer abhängiger von den USA. Nach dem Mexikanisch-Amerikanischen Krieg im Jahr 1848 annektierten die USA New Mexico schließlich als Teil des größeren New Mexico Territoriums. Es spielte eine zentrale Rolle bei der Expansion der USA nach Westen und wurde am 6. Januar 1912 als 47. Bundesstaat in die Union aufgenommen.
Die Wirtschaft New Mexicos ist stark diversifiziert und umfasst Viehzucht, Landwirtschaft, Holzindustrie, wissenschaftliche und technologische Forschung, Tourismus und Kunst. Zu den wichtigsten Wirtschaftszweigen zählen Bergbau, Öl und Gas, Luft- und Raumfahrt, Medien und Film. Die Steuerpolitik des Bundesstaates zeichnet sich durch eine im nationalen Vergleich niedrige bis moderate Besteuerung des Einkommens von Einwohnern aus, mit Steuergutschriften, Steuerbefreiungen und Sonderregelungen für Militärangehörige und begünstigte Branchen. New Mexico hat eine bedeutende Präsenz des US-Militärs, darunter die White Sands Missile Range, die KUMMSC-Munitionslagerstätte und strategisch wertvolle Forschungszentren des Bundes, wie die Sandia und Los Alamos National Laboratories. Der Bundesstaat beherbergte mehrere wichtige Einrichtungen des Manhattan-Projekts, das die erste Atombombe der Welt entwickelte, und war Schauplatz des ersten Atomtests, Trinity.
Die Geschichte New Mexicos hat zu seiner einzigartigen Kultur beigetragen. Es ist einer von nur sieben Bundesstaaten mit einer Minderheitenmehrheit und hat nach Alaska den höchsten Anteil an hispanischen und lateinamerikanischen Einwohnern sowie den zweithöchsten Anteil an amerikanischen Ureinwohnern. Der Bundesstaat beherbergt ein Drittel der Navajo-Nation, 19 vom Bund anerkannte Pueblo-Gemeinden und drei vom Bund anerkannte Apachen-Stämme. Zu seiner großen lateinamerikanischen Bevölkerung gehören Hispanos, die von Siedlern aus der spanischen Ära abstammen, sowie spätere Gruppen von Mexiko-Amerikanern seit dem 19. Jahrhundert. Die Flagge New Mexicos, die zu den bekanntesten Flaggen der USA gehört, spiegelt die Ursprünge des Bundesstaates wider und zeigt das alte Sonnensymbol der Zia, eines Pueblo-Stammes, in den Farben Scharlachrot und Gold der spanischen Flagge. Der Einfluss der indigenen Bevölkerung, der Hispanics und der Amerikaner zeigt sich auch in der einzigartigen Küche New Mexicos, dem spanischen Dialekt, der Volksmusik und den Architekturstilen Pueblo Revival und Territorial. New Mexico rangiert allerdings häufig auf den hinteren Plätzen der US-Bundesstaaten, was Wohlstand, Zugang zu Gesundheitsversorgung und Bildungsindikatoren angeht.

## Geographie

### Landesnatur
New Mexico ist geprägt durch die Lage auf einer Hochebene. Diese ist jedoch nicht uniform, sondern der Übergangsbereich von vier geologischen Provinzen Nordamerikas. Von Osten steigt das Gelände aus den Prärien der High Plains flach an. Der Südwesten des Staates ist Teil der Chihuahua-Wüste, die zur Basin-and-Range-Provinz gehört. Von Nordwesten ragt das Colorado-Plateau bis nach New Mexico und im Norden reichen mit der Sangre de Cristo Range die südlichsten Teile der Rocky Mountains bis Santa Fe. 
Die großen Teile des Lands auf der windabgewandten Seite (Lee) der Rocky Mountains sind arid. Die Trockenheit prägt die Landschaft in der Ebene wie im Gebirge. Ausnahmen sind die Berge nördlich von Santa Fe und das Gebiet im Westen jenseits der Kontinentalscheide, wo es ausgedehnte Wälder gibt. In den Bergen nördlich von Santa Fe ist die Niederschlagsmenge im Winter so groß, dass dort eine Wintersportregion entstanden ist. Außerdem gibt es Gebiete, die von Menschen nahezu unberührt sind, wie zum Beispiel die Gila Wilderness im Südwesten. Höchster Berg ist der Wheeler Peak nördlich von Santa Fe mit 4011 m.
Der Reichtum an Landschaftsformen, die klare Luft mit dem meist blauen Himmel und die abwechslungsreichen bunten Gesteine sind charakteristisch für New Mexico.

### Flüsse und Seen
Bedeutendster Fluss ist der Rio Grande. Er entspringt in Colorado und durchfließt New Mexico von Nord nach Süd, vorbei an Albuquerque und Las Cruces – großteils begleitet vom Interstate Highway 25. Ab Texas bildet der Rio Grande die Grenze zu Mexiko und mündet nach 2896 km in den Golf von Mexiko. Für die Landwirtschaft stellt der Rio Grande eine Lebensader dar, er hat aber auch Bedeutung für die Energiewirtschaft.
Daneben sind der Rio Pecos und der Canadian River wichtige Flüsse. Der Rio Pecos fließt ebenfalls von Norden nach Süden und bewässert den Südosten von Roswell über Artesia und Carlsbad bis zur texanischen Grenze. Der Canadian River fließt durch den Nordosten New Mexicos und dann weiter über den Texas Panhandle, bis er im Osten von Oklahoma in den Arkansas mündet.
Wegen des hauptsächlich trockenen Klimas gibt es nur unbedeutende natürliche Seen; von den künstlichen Stauseen ist das Elephant Butte Reservoir der bedeutendste.

### Ausdehnung des Staatsgebiets

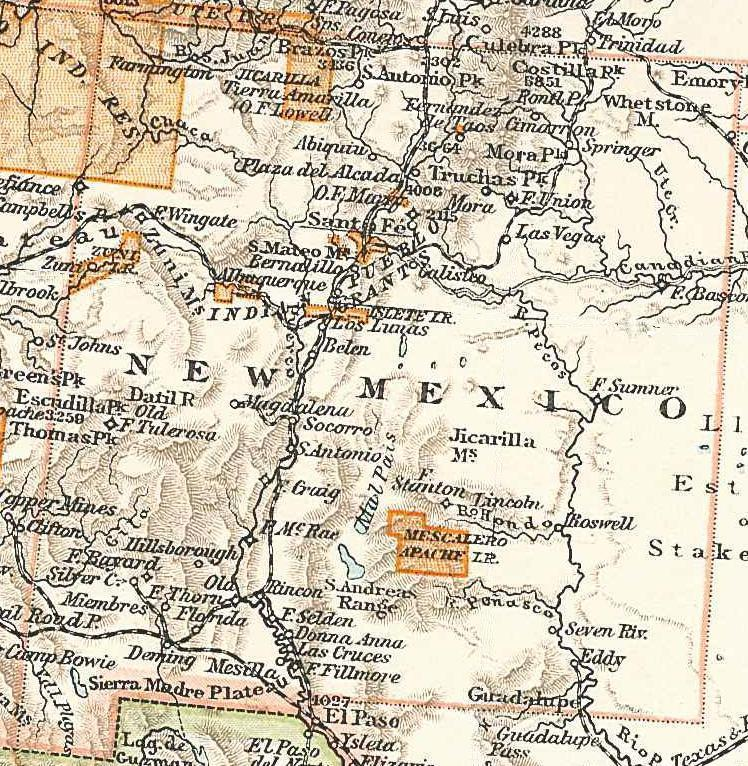
New Mexico, 1893

Mit einer Fläche von 314.915 km² steht New Mexico an fünfter Stelle unter den 50 US-Bundesstaaten. Nur Alaska, Texas, Kalifornien und Montana sind größer. Damit ist New Mexico etwa so groß wie Polen.
New Mexico erstreckt sich vom 31. bis zum 37. nördlichen Breitengrad (maximale Nord-Süd-Entfernung ~ 630 km) und vom 103. bis zum 109. westlichen Längengrad (mittlere Ost-West-Entfernung ~ 553 km).

### Nachbarstaaten
New Mexico grenzt im Norden an Colorado, im äußersten Nordosten an Oklahoma, ansonsten im Osten und Süden an Texas und im Westen an Arizona. An Utah grenzt New Mexico nur an einem einzigen Punkt im Nordwesten, den so genannten Four Corners. Die Staatsgrenze zu Mexiko bildet einen Teil der Südgrenze New Mexicos.

### Gliederung
- Liste der Countys in New Mexico

### Klima
Wegen seiner südlichen Lage und dem Umstand, dass es auf der windabgewandten Seite der Rocky Mountains liegt, ist das Klima New Mexicos durchweg sehr trocken und besonders im Sommer sehr heiß. Im Winter kann es aufgrund der Höhenlage aber auch frostig kalt werden, besonders im Norden, wo es in den Bergen nördlich von Santa Fe ein ausgesprochenes Wintersportgebiet gibt.

## Bevölkerung

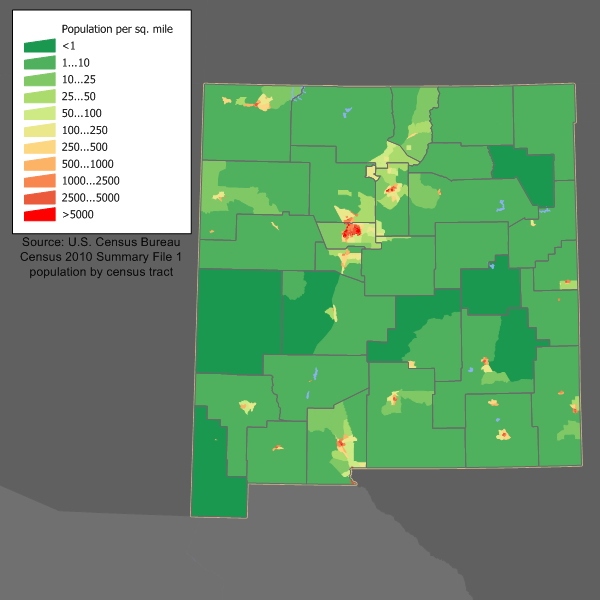
Bevölkerungsdichte

Mit 2.086.000 Einwohnern (Stand: 2013) liegt New Mexico an 36. Stelle unter den 50 US-amerikanischen Bundesstaaten. Die Bevölkerungsdichte ist mit sechs Einwohnern pro Quadratkilometer entsprechend gering.
Ethnische Zusammensetzung der Bevölkerung:
- 44,7 % Weiße nichthispanischer Abstammung
- 42,1 % hispanischer Abstammung
- 9,5 % Indianer (insb. Pueblos)
- 1,9 % Afroamerikaner
- 1,1 % Asian Americans
- 3,6 % gemischter Abstammung (einschließlich hispanisch-indianischer Genízaros)

Die fünf größten einzelnen Abstammungsgruppen in New Mexico sind Mexikaner (18,1 %), Deutsche (9,9 %), Indianer (9,5 %), Spanier (9,3 %) und Engländer (7,6 %).

### Bevölkerungsentwicklung und Einwanderungspolitik
Im Vergleich zum US-amerikanischen Durchschnitt verzeichnet New Mexico einen überproportional hohen Bevölkerungszuwachs. In der Zeit von 1990 bis 2000 betrug die Steigerung 20,1 %. Diese Entwicklung erklärt sich durch eine hohe Rate von Einwanderern aus Mexiko und anderen lateinamerikanischen Staaten, ist aber auch ein Zeichen für die positive wirtschaftliche Entwicklung. Ein signifikantes Beispiel für die legale und illegale Einwanderung von Menschen aus dem Süden stellt die in der Nähe zur mexikanischen Grenze gelegene Stadt Las Cruces dar. Lebten vor dreißig Jahren noch keine 30.000 Einwohner in der Stadt, so sind es mittlerweile etwa 98.000. Damit ist Las Cruces zur zweitgrößten Stadt New Mexicos gewachsen.
Als der demokratische Gouverneur Bill Richardson an der Macht war, unterschied sich die liberale Politik gegenüber illegalen Einwanderern grundlegend von der des Nachbarstaates Arizona.

### Religionen
Die mitgliederstärksten Religionsgemeinschaften im Jahr 2000 waren die Katholische Kirche mit 670.511, die Southern Baptist Convention mit 132.675, die Kirche Jesu Christi der Heiligen der Letzten Tage mit 42.261 und die United Methodist Church mit 41.597 Anhängern.

### Bildung
In New Mexico gibt es zwei große Universitäten, die University of New Mexico in Albuquerque und die New Mexico State University in Las Cruces mit Außenstellen in Alamogordo und Carlsbad.

### Größte Städte
Die größeren Städte zeigen im Zeitraum von 2000 bis 2010 eine teils deutliche Bevölkerungszunahme (Rio Rancho etwa um 69 %), während die kleineren Städte unter 35.000 Einwohnern eher stagnieren.

## Geschichte

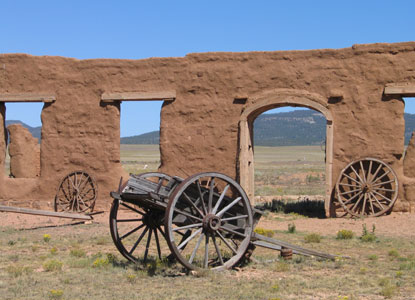
Szenerie im Fort Union National Monument, New Mexico

Lange vor Erkundung des Gebiets durch Europäer war die Gegend von Indianervölkern bewohnt. Sie siedelten an Flüssen und im Hinterland. Die vermutlich älteste, durchgängig bewohnte Siedlung der Vereinigten Staaten ist der Taos Pueblo im Norden des Bundesstaates. In den Jahren zwischen etwa 1000 und 1300 n. Chr. entstanden im Südwesten der heutigen Vereinigten Staaten bedeutende Kulturen, darunter die Kultur der Anasazi und der Chaco. Diese Kulturen endeten – vermutlich unter anderem wegen veränderter klimatischer Bedingungen – im 13./14. Jahrhundert. Als erster Europäer durchquerte Álvar Núñez Cabeza de Vaca das Land im Jahr 1536 mit seinen drei Gefährten. Die Männer waren Überlebende der Narváez-Expedition. Die Berichte von Álvar Núñez Cabeza de Vaca wurden stark verfälscht und lösten die Suche nach den sieben goldenen Städten von Cibola aus.
Als im Jahr 1540 der spanische Eroberer Francisco Vásquez de Coronado auf der Suche nach den sieben goldenen Städten von Cibola das Land durchquerte, lebten dort Pueblo-Indianer, insbesondere Hopi und Zuñi. Den Eroberern folgten spanische Missionare und Siedler. In der Folge kam es immer wieder zu Auseinandersetzungen zwischen Indianern und den Eingewanderten. Nachdem sich die Pueblo-Indianer mit den Apachen verbündet hatten, begann im Jahre 1680 der Pueblo-Aufstand, der sich gegen die schlechten Arbeitsbedingungen der Indianer und die Ausbeutung ihres Landes richtete. Den Indianern gelang es, Santa Fe zu erobern. Im Jahr 1692/1693 wurde es von den Spaniern unter Don Diego de Vargas zurückerobert. Trotz Handels zwischen Weißen und Indianern kam es immer wieder zu kriegerischen Auseinandersetzungen. Um die Grenze zu sichern, wurden durch die Ansiedlung von Genízaros (hispanisierte Indianer, oftmals ehemalige Sklaven) im 18. Jahrhundert gezielt neue Siedlungen gegründet, um die Grenze vor Überfällen zu schützen. Erst im Jahr 1780 kam es zu einem ersten Friedensabkommen zwischen den Indianern und Spaniern. Bis 1821 stand New Mexico unter spanischer Herrschaft, danach bis 1846 unter mexikanischer. In mexikanischer Zeit etablierte sich der Handel mit den amerikanischen Siedlungszentren am Missouri River über den Santa Fe Trail, der nicht nur wirtschaftlichen, sondern vor allem politischen und kulturellen Einfluss auf den bis dahin abgelegenen Teil des spanischen Reiches hatte. Zu Beginn des Mexikanisch-Amerikanischen Krieges (1846–1848) nahm General Stephen W. Kearny Santa Fe ein, und 1848 fiel mit dem Guadalupe-Hidalgo-Vertrag das Gebiet New Mexicos an die Vereinigten Staaten von Amerika.

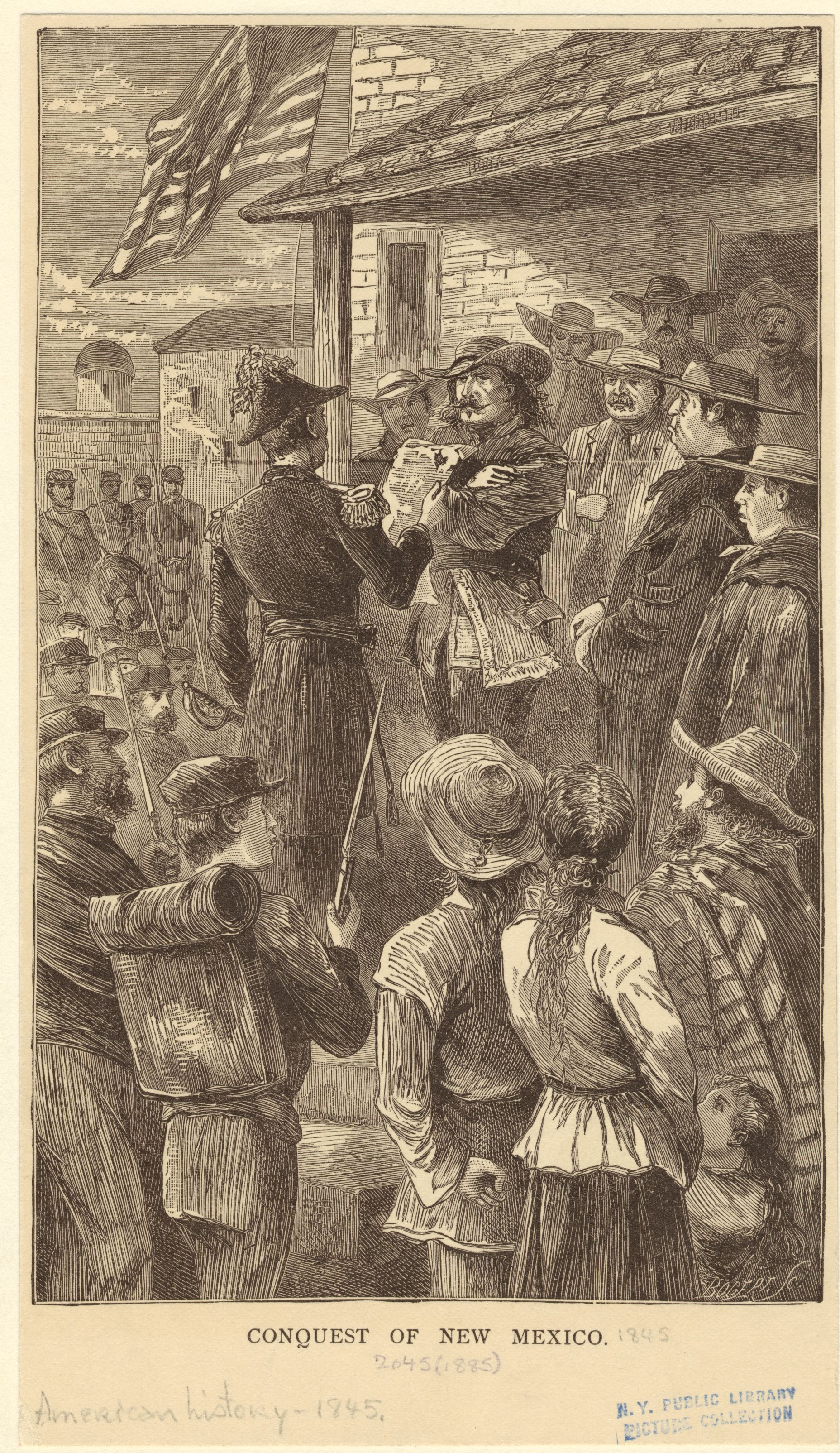
Kearny verkündet am 15. August 1846 in Las Vegas die Eingliederung New Mexicos in die Vereinigten Staaten

Im Jahr 1853 wurde der südlichste Teil des Bundesstaates mit dem Gadsden-Kauf von Mexiko erworben. Neun Jahre später stand New Mexico für kurze Zeit unter der Regierung der Konföderierten, die allerdings nach der Schlacht am Glorieta-Pass das Gebiet an die Union übergeben mussten. Am 23. Februar 1863 wurde New Mexico durch eine Teilung in Nord-Süd-Richtung mit Schaffung des Arizona-Territoriums in seinen heutigen Grenzen festgelegt. Nach dem Bürgerkrieg wurde Viehzucht zu einem der wichtigsten Wirtschaftsfaktoren in New Mexico. Auseinandersetzungen zwischen den Rinderbaronen und der Regierung gipfelten in einen regulären Krieg, der als Lincoln County Cattle War in die Geschichte einging. In diesem Krieg spielte Billy the Kid eine große Rolle. Darüber hinaus führte der Bau der Santa-Fe-Eisenbahn Atchison, Topeka and Santa Fe Railway in den 1880er Jahren und die Entdeckung von Öl Ende des 19. Jahrhunderts zu einem schnellen Wachstum der Region. Am 6. Januar 1912 schließlich wurde New Mexico der 47. Bundesstaat der Vereinigten Staaten. Mit Ezequiel Cabeza de Baca wurde im Jahr 1916 zum ersten Mal ein mexikanischer Amerikaner zum Gouverneur gewählt. Nach der Entwicklung der Atombombe im Rahmen des Manhattan-Projekts in Los Alamos fand am 16. Juli 1945 mit dem Trinity-Test die erste Kernwaffenexplosion der Geschichte auf dem Testgelände Alamogordo, 280 km südlich von Albuquerque, statt.

## Flagge
Im Jahr 1925 gewann Harry Mera aus Santa Fe den Design-Wettbewerb für den Entwurf der Flagge New Mexicos. Die Flagge enthält das rote Zia-Symbol auf gelbem Grund. Die vier Seiten des Symbols symbolisieren die vier Winde, die vier Jahreszeiten, die vier Himmelsrichtungen, die vier Elemente. Der Kreis symbolisiert die Verbindung zwischen den vier Elementen und dem Kreis des Lebens. Die Farben stehen für die spanische Kolonialzeit und finden sich auch heute noch in der Flagge Spaniens.

## Politik
| Jahr | Republikaner    | Demokraten      |
| ---- | --------------- | --------------- |
| 2024 | 45,85 % 423.391 | 51,85 % 478.802 |
| 2020 | 43,50 % 401.894 | 54,29 % 501.614 |
| 2016 | 40,04 % 319.685 | 48,25 % 385.232 |
| 2012 | 42,84 % 335.788 | 52,99 % 415.335 |
| 2008 | 41,78 % 346.832 | 56,91 % 472.422 |
| 2004 | 49,84 % 376.930 | 49,05 % 370.942 |
| 2000 | 47,85 % 286.417 | 47,91 % 286.783 |
| 1996 | 41,86 % 232.751 | 49,18 % 273.495 |
| 1992 | 37,34 % 212.824 | 45,90 % 261.617 |
| 1988 | 51,86 % 270.341 | 46,90 % 244.497 |
| 1984 | 59,70 % 307.101 | 39,23 % 201.769 |
| 1980 | 54,97 % 250.779 | 36,78 % 167.826 |
| 1976 | 50,75 % 211.419 | 48,28 % 201.148 |
| 1972 | 61,05 % 235.606 | 36,56 % 141.084 |
| 1968 | 51,85 % 169.692 | 39,75 % 130.081 |
| 1964 | 40,24 % 131.838 | 59,22 % 194.017 |
| 1960 | 49,41 % 153.733 | 50,15 % 156.027 |

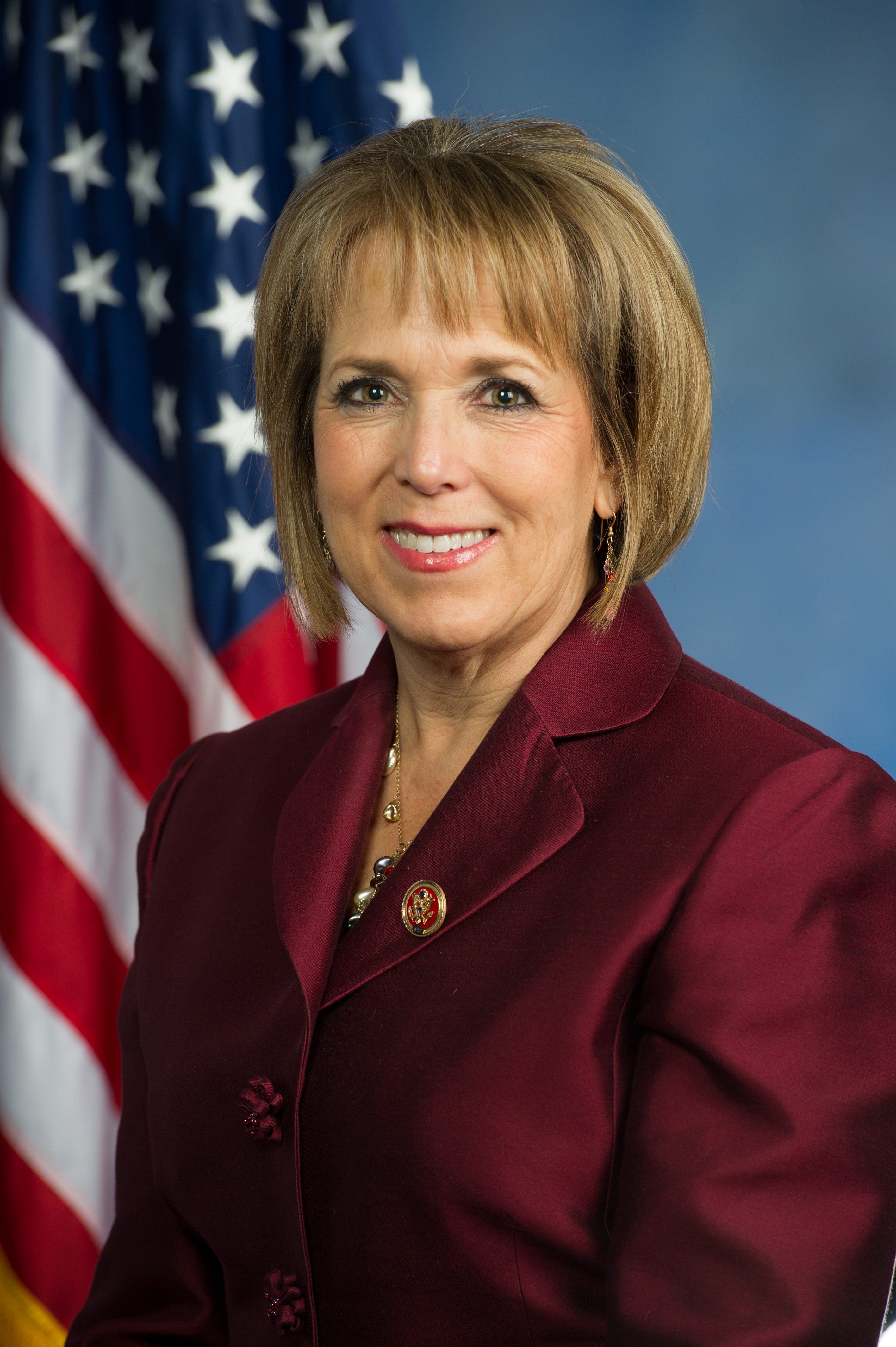
Gouverneurin Michelle Lujan Grisham

Wie die meisten Bundesstaaten besitzt New Mexico ein Parlament mit zwei Kammern, Senat und Repräsentantenhaus. Gouverneurin ist seit 2019 Michelle Lujan Grisham von der Demokratischen Partei, die die Republikanerin Susana Martinez ablöste. Die Hauptstadt Santa Fe ist der älteste Regierungssitz in den Vereinigten Staaten. Bereits unter spanischer Herrschaft war Santa Fe Sitz eines Gouverneurs. In den Kongress in Washington, D.C. entsendet New Mexico die beiden demokratischen Senatoren Ben Ray Luján und Martin Heinrich; die Delegation des Staates im Repräsentantenhaus des 119. Kongresses besteht aus drei Demokraten.
New Mexico galt lange als Swing State mit sehr gleichmäßig verteilten Wahlchancen für die beiden großen Parteien. Seit seinem Beitritt zu den Vereinigten Staaten im Jahr 1912 stimmte New Mexico lediglich viermal (1976, 2000, 2016 und 2024) nicht für den am Ende siegreichen Präsidentschaftskandidaten, bis auf 1976 und 2024 allerdings jedes Mal für den Gewinner des Popular Vote. Durch seine verhältnismäßig geringe Einwohnerzahl zog der Staat in Wahlkämpfen jedoch geringere Aufmerksamkeit auf sich als beispielsweise Florida oder Ohio. New Mexico war neben Iowa der einzige Staat, den George W. Bush im Jahr 2004 gegen John Kerry, nicht aber im Jahr 2000 gegen Al Gore gewinnen konnte (in New Hampshire war dies umgekehrt).
Insgesamt schnitten die demokratischen Bewerber bei allen Präsidentschaftswahlen seit 2000 leicht über-, die republikanischen Bewerber unterdurchschnittlich ab. Politische Beobachter bewerten New Mexico inzwischen als wahrscheinlich bis sicher demokratisch wählenden Bundesstaat.

### Gouverneure
- Liste der Gouverneure von New Mexico
- Liste der Vizegouverneure von New Mexico

### Kongress
- Liste der US-Senatoren aus New Mexico
- Liste der Mitglieder des US-Repräsentantenhauses aus New Mexico

### Mitglieder im 119. Kongress
|  | Name                          | Mitglied seit | Parteizugehörigkeit |
|  | ----------------------------- | ------------- | ------------------- |
|  | Melanie Stansbury             | 2021          | Demokrat            |
|  | Gabriel Vasquez               | 2023          | Demokrat            |
|  | Teresa Isabel Leger Fernandez | 2021          | Demokrat            |

|  | Name                   | Mitglied seit | Parteizugehörigkeit |
|  | ---------------------- | ------------- | ------------------- |
|  | Martin Trevor Heinrich | 2013          | Demokrat            |
|  | Ben Ray Luján          | 2021          | Demokrat            |

## Kultur und Sehenswürdigkeiten

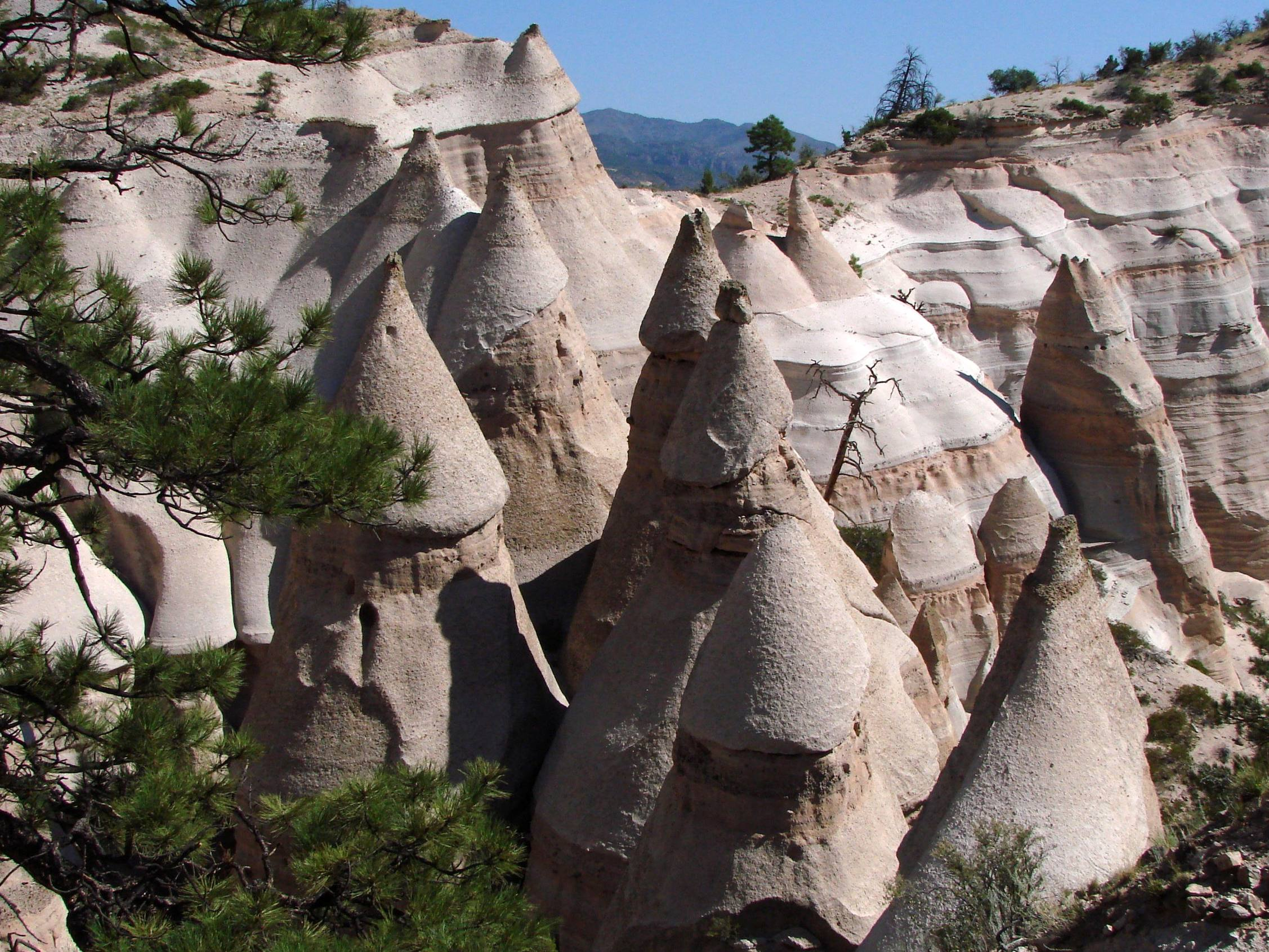
Kasha-Katuwe Tent Rocks National Monument

Wegen seiner Naturschönheiten und gut erhaltenen historischen Stätten ist New Mexico reich an Sehenswürdigkeiten. Außerdem hebt die konsequente Beachtung des historischen Adobe-Baustils in neuerer Zeit insbesondere die Städte Santa Fe und Albuquerque aus dem Einheitsbild amerikanischer Städte im Westen heraus.

### Parks
| Nationalpark                                                                                  | Lage                                                          | Ansicht |
| --------------------------------------------------------------------------------------------- | ------------------------------------------------------------- | ------- |
| Carlsbad-Caverns-Nationalpark - New Mexico - 419.599 Besucher (2004) - gegründet 14. Mai 1930 | Carlsbad-Caverns-Nationalpark · Karte der Vereinigten Staaten |         |
| White-Sands-Nationalpark - New Mexico - 603,008 Besucher (2018) - gegründet 18. Januar 1933   | White-Sands-Nationalpark · Karte der Vereinigten Staaten      |         |

### National Monuments und Gedenkstätten
- Aztec Ruins National Monument
- Bandelier National Monument
- Capulin Volcano National Monument
- El Malpais National Monument
- El Morro National Monument
- Fort Union National Monument
- Gila Cliff Dwellings National Monument
- Kasha-Katuwe Tent Rocks National Monument
- Petroglyph National Monument
- Salinas Pueblo Missions National Monument
- Chaco Culture National Historical Park
- Coronado State Monument

## Wirtschaft
Das reale Bruttoinlandsprodukt pro Kopf (englisch per capita real GDP) lag im Jahr 2021 bei 48.544 US-Dollar (nationaler Durchschnitt der 50 US-Bundesstaaten: 55.477 US-Dollar). Die Arbeitslosenquote lag im November 2017 bei 6,1 % (Landesdurchschnitt: 4,1 %) und war damit die dritthöchste unter allen Bundesstaaten.
Ackerbau (Mais, Weizen, Hirse, Baumwolle) ist nur mit künstlicher Bewässerung möglich. Von Bedeutung ist die Viehzucht. Gefördert werden in New Mexico u. a. Erdöl, Erdgas und Kalisalze.
Hauptindustrieerzeugnisse sind unter anderem:
- chemische Produkte
- Nahrungsmittel
- Maschinen
- Metallwaren
- Holzprodukte

Die US-amerikanische Regierung betreibt über das Energieministerium (DOE) bzw. deren National Nuclear Security Administration (NNSA) zwei nukleare Forschungs- und Entwicklungszentren in New Mexico: Die Sandia National Laboratories in Albuquerque und das Los Alamos National Laboratory in Los Alamos. Auch das einzige aktive Atommüllendlager der Vereinigten Staaten liegt in New Mexico: WIPP ist für mittel- und leichtradioaktive Transurane zugelassen.

### Staatsfonds
New Mexico  verfügt mit dem New Mexico Land Grant Permanent Fund über einen der größten Staatsfonds der USA. Der Fonds speist sich aus Kapitalerträgen, Lizenzgebühren für Öl, Gas und Mineralien sowie Pachtverträgen. Seine Erträge und Ausschüttungen kommen hauptsächlich dem Bildungswesen des Bundesstaates zugute.

## Infrastruktur

### Eisenbahnverkehr
Zwei namhafte Amtrak-Fernzüge durchqueren New Mexico ungefähr in Ost-West-Richtung und bedienen dabei unter anderem Albuquerque und El Paso: Southwest Chief (Chicago–Kansas City–Albuquerque–Los Angeles) und Texas Eagle (Chicago–St. Louis–Dallas–San Antonio–El Paso–Los Angeles). Der New Mexico Rail Runner Express verbindet Albuquerque und Santa Fe miteinander.

### Straßenverkehr
New Mexico wird von West nach Ost von der Interstate 40 durchquert, einer der großen Küste-zu-Küste Highways, der in New Mexico die Städte Gallup, Albuquerque, Santa Rosa und Tucumcari anbindet. Im Südwesten verläuft außerdem die Interstate 10 für ein vergleichsweise kurzes Stück durch den Bundesstaat, auf dem Weg von Arizona zur Grenzstadt El Paso in Texas. Hierbei bindet sie auch Las Cruces an, die größte Stadt im Süden New Mexicos. Hier befindet sich der Anfang der großen Nord-Süd-Verbindung Interstate 25, die entlang des Rio Grande nach Albuquerque und anschließend in nordöstlicher Richtung durch Santa Fe und zur Grenze mit Colorado führt.   
- Liste der State-, U.S.- und Interstate-Highways in New Mexico